# Port Neuf de Pinède
Le port Neuf de Pinède (en espagnol puerto de la Lera ou puerto Nuevo) est un col de montagne pédestre des Pyrénées à 2 466 ou 2 469 mètres d'altitude entre le département français des Hautes-Pyrénées, en Occitanie, et la province espagnole de Huesca, dans la communauté autonome d'Aragon, sur la frontière franco-espagnole.
Il relie la vallée d'Estaubé en Lavedan à la vallée de Pineta en Aragon.

## Toponymie
Le mot port signifie en gascon « porte » ou « col », c'est le pendant de puerto en espagnol.

## Géographie
Le port Neuf de Pinède est situé entre la pointe du Forcarral (2 717 m) à l’ouest et le pic de la Canau (2 766 m) à l’est.
Il abrite la croix frontière no 320.

## Protection environnementale
Le col est situé dans le parc national des Pyrénées.
Le col fait partie d'une zone naturelle protégée, classée ZNIEFF de type 1, « cirques d’Estaubé, de Gavarnie et de Troumouse », et de type 2, « haute vallée du gave de Pau : vallées de Gèdre et Gavarnie ».

## Voies d'accès
Le col est accessible par le versant nord (versant français) par le cirque d'Estaubé en direction de la borne de Tuquerouye ; versant sud (espagnol) par le cirque de Pineta.